# Rainer Mühlhoff

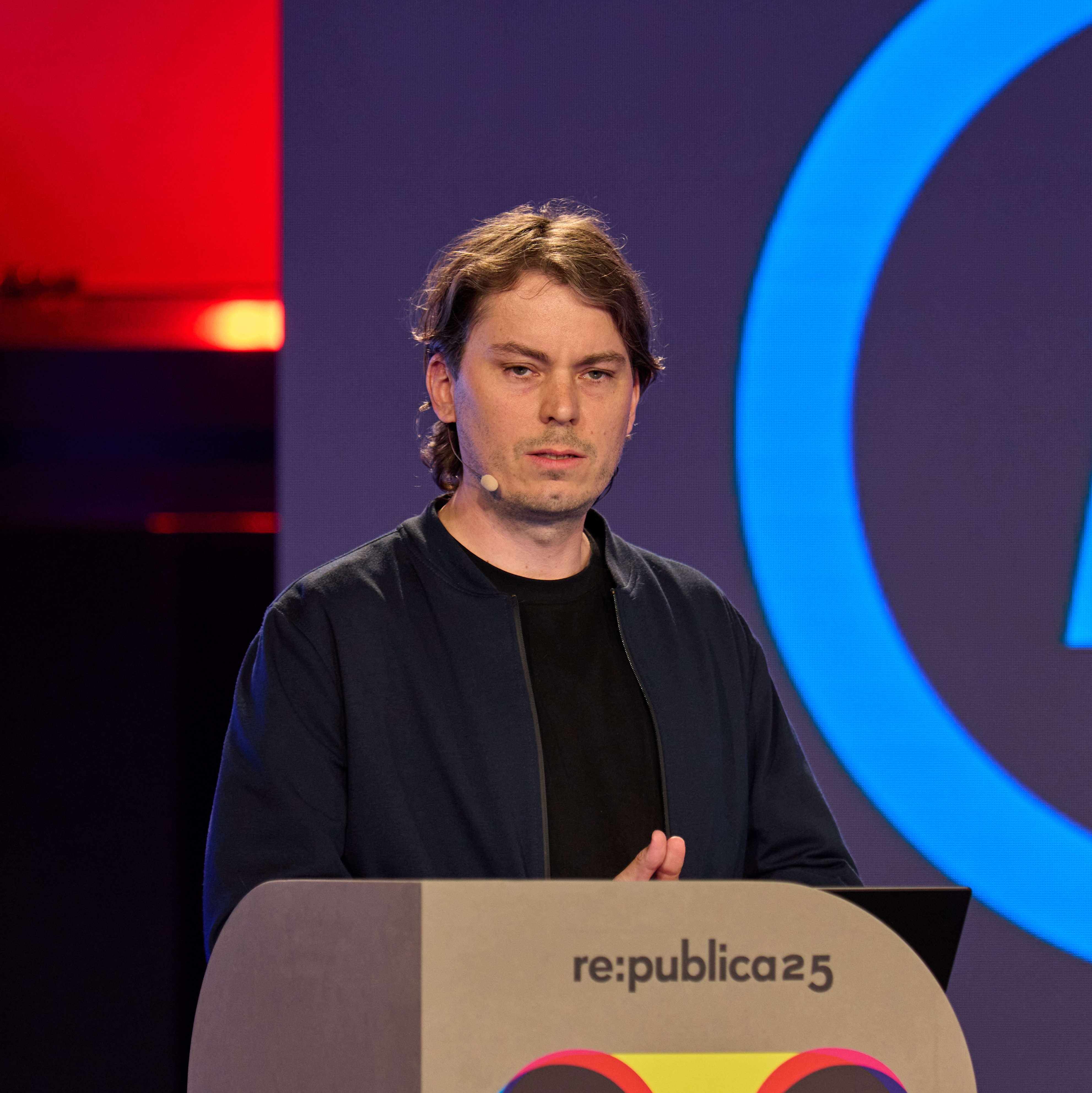
Rainer Mühlhoff, 2025

Rainer Mühlhoff (* 1982 in Remscheid) ist ein deutscher Philosoph und Mathematiker. Er ist Professor für Ethik der Künstlichen Intelligenz an der Universität Osnabrück.

## Werdegang
Rainer Mühlhoff studierte Mathematik, Theoretische Physik und Informatik an den Universitäten Heidelberg, Münster und Leipzig. Er schloss sein Studium 2008 mit einem Diplom ab. Danach nahm er ein Zweitstudium der Philosophie, Gender Studies und Deutscher Literatur in Berlin auf. 2010 war er Mitglied der Berlin Mathematical School und des Mathematischen Instituts der Technischen Universität Berlin. 2016 wurde er mit einer von Jan Slaby und Martin Saar betreuten Dissertation zur Affekttheorie nach Spinoza und Foucault im Fach Philosophie promoviert. Von 2015 bis 2019 arbeitete er am Sonderforschungsbereich 1171 Affective Societies der Freien Universität Berlin sowie von 2019 bis 2021 am Exzellenzcluster Science of Intelligence an der Technischen Universität Berlin. 2021 wurde Mühlhoff Professor für Ethik der Künstlichen Intelligenz am Institut für Kognitionswissenschaft der Universität Osnabrück. Er ist der erste Professor mit der Denomination „Ethik der Künstlichen Intelligenz“ in Deutschland.
Im Jahr 2020 war Mühlhoff Mitautor der Datenschutz-Folgeabschätzung der Corona-Warn-App des Forum InformatikerInnen für Frieden und gesellschaftliche Verantwortung (FIfF), die zu einer bundesweiten Debatte um den Nutzen und die Sicherheit der digitalen Kontaktpersonennachverfolgung beigetragen hat.

## Forschungsschwerpunkte
Mühlhoff forscht zu einer „zeitgenössischen kritischen Philosophie der digitalen Welt“. Sein Wirken liegt im Grenzgebiet von Sozialphilosophie, kritischer Medienphilosophie und Ethik der Digitalen Gesellschaft, Big Data und künstlichen Intelligenz. Seine Arbeiten beschäftigen sich außerdem mit den Themen Datenschutz, Intersektionalität und Antidiskriminierung im Kontext digitaler Technologien. In einer starken Prägung durch den Poststrukturalismus ist das Zusammenspiel von Technologie, Macht und Subjektivität zentral für Mühlhoffs philosophische Herangehensweise.

## Positionen

### Human-Aided AI
Mühlhoff vertritt die Position, dass Machine-Learning-Systeme als soziotechnische Systeme analysiert werden müssen. Insbesondere der kommerzielle Einsatz von Deep-Learning sei strukturell abhängig von menschlicher Partizipation, sowohl in der Form unbezahlter Arbeit der täglichen Nutzerinnen und Nutzer von KI-System, als auch in der Form von Klickarbeit. Beim Trainingsprozess der Algorithmen würden mediale Systeme der Mensch-Maschine-Interaktion gezielt so gestaltet, dass Nutzende Daten produzieren, wie im Fall von Captchas. Derzeitige kommerzielle KI-Systeme würden also menschliche Intelligenz nicht ersetzen, sondern vielmehr „einhegen“.

### Predictive Privacy
Mühlhoff ist durch Beiträge zum Datenschutz in Bezug auf künstliche Intelligenz in Erscheinung getreten. In seiner Arbeit weist er auf die gesellschaftlichen Konsequenzen von „prädiktiver Analytik“ hin, also den Einsatz von Machine-Learning-Modellen zur Vorhersage persönlicher oder unbekannter Informationen über Individuen: „Im Zentrum der Verletzung prädiktiver Privatheit steht […] automatisierte und serienmäßige Ungleichbehandlung von Menschen in der Breite der Gesellschaft. Diese Ungleichbehandlung ist ein struktureller Faktor insofern sie sich nicht nur auf Einzelindividuen richtet, sondern auf uns alle in der Interaktion mit automatisierten Systemen, zum Beispiel, wenn uns unterschiedliche Preise für Versicherungen angeboten werden, automatisiert entschieden wird, wer für ein Jobinterview eingeladen wird usf.“ Laut Mühlhoff ist Privatheit durch diese Anwendungen von künstlicher Intelligenz auf eine neue Art bedroht, da prädiktive Analytik persönliche Informationen über beliebige Individuen abschätzen könne, auch solche Informationen, die das Individuum selbst nicht kennt (z. B. Krankheitsprognosen). Um eine öffentliche Debatte zu diesem Thema zu ermöglichen, müsse der bekannte Wert der Privatheit durch „prädiktive Privatheit“ erweitert werden. Mühlhoff schlägt dazu vor, auch abgeschätzte oder abgeleitete Informationen als Gegenstand einer möglichen Verletzung von Privatsphäre zu betrachten, nicht lediglich Informationen, die das betreffende Individuum irgendwo hinterlassen hat. Für eine „prädiktive Verletzung von Privatheit“ sei es dabei unerheblich, ob die vorhergesagte Information korrekt ist, solange die Vorhersagen dazu verwendet würden, etwa Individuen unterschiedlich zu behandeln oder automatisierte Entscheidungen zu treffen. Damit grenze sich das Konzept der prädiktiven Privatheit von benachbarten Konzepten wie „group privacy“ ab. Weil die Möglichkeit prädiktiver Analytik darauf basiere, dass eine hinreichende Anzahl an Usern bei der alltäglichen Benutzung digitaler Dienste ihre Daten teilt, müsse Datenschutz kollektiv gedacht werden, so Mühlhoff. Denn die eigenen Daten hätten durch prädiktive Analytik Auswirkungen auf andere Individuen.

### Digitale Entmündigung
In seinen Arbeiten zur kritischen Medienphilosophie des User Experience Designs vertritt Mühlhoff die Auffassung, dass User durch versiegelte Benutzeroberflächen und Nudges beim Nutzen digitaler Geräte entmündigt würden. Bewusst würden Optionen ausgespart oder der User subtil dazu gebracht, bestimmte Handlungen anderen vorzuziehen.

### KI-Korrekturtools
Mühlhoffs kritische Position gegenüber bestimmten Nutzungen von KI zeigt sich ebenfalls in seiner Evaluation automatischer Korrektursysteme die auf Large Language Models wie ChatGPT basieren. Eine Untersuchung des Angebots „KI-Korrekturhilfe“ von der deutschen Firma Fobizz durch Mühlhoff und Marte Henningsen deutet auf erhebliche methodische und technische Schwächen dieser Systeme hin. Die Studie zeigt, dass die automatisierten Rückmeldungen des Tools oft uneinheitlich und wenig nachvollziehbar sind. Darüber hinaus ergeben sich, den Erkenntnissen der Studie zufolge, bei der Bewertung von Abgaben teilweise zufällige Ergebnisse, die keinem klar erkennbaren Bewertungsmaßstab folgen. Besonders auffällig sei dabei die mangelnde Fähigkeit des Tools, unsinnige oder KI-generierte Eingaben zuverlässig zu erkennen. In einigen Fällen erhielten solche Eingaben ähnliche oder sogar bessere Bewertungen als ernsthaft erstellte Arbeiten. Mühlhoff vertritt die These, dass diese Probleme teilweise auf die inhärenten Eigenschaften der Large Language Models zurückzuführen sind, die im Hintergrund vieler solcher Tools verwendet werden. In dieser Studie ziehen die Autoren das Fazit, dass diese fehleranfällige automatische Bewertung „gravierende Konsequenzen“ für Schüler bedeuten könne.

### Digitaler Faschismus
In mehreren Beiträgen vertritt Mühlhoff die These, dass bestimmte aktuelle politische Strömungen der neuen Rechten beziehungsweise der Alt-Right, wie der Trumpismus, aktuelle Formen faschistischer Politik darstellen. Anti-rechtsstaatliche Bestrebungen in diesen Strömungen, die diese als faschistisch qualifizieren, seien unter anderem dadurch gekennzeichnet, dass sie sich vermehrt digitale Technologien zunutze machen. Unter diesen seien insbesondere auf  KI- und Datenanalyse basierende Technologien.
Bezogen auf die erste Präsidentschaft von Donald Trump argumentierte Mühlhoff, dass dieser im Gegensatz zu Vertretern anderer konservativer Positionen sich nicht agonistisch innerhalb des politischen Systems positioniere und seine Regeln befolge, sondern sich antagonistisch gegenüber und im Konflikt mit diesem politischen System positioniere. Mühlhoff hält diese Positionierung, die er als „Prinzip Mittelfinger“ bezeichnet, für ein Authentizität-stiftendes Merkmal in Trumps Handeln, das ihn für seine Wähler zu einem attraktiven Kandidaten macht. Eine Diffamation der Wählerschaft Trumps als irrational oder Ähnliches und Diffamationen Trumps selbst als nicht ernstzunehmend hält Mühlhoff für nicht sinnvoll. Er vertritt stattdessen die These, dass diese doppelte Demütigung von Kandidat und Wählerschaft dazu führt, dass die Wählerschaft sich vermehrt mit Trump identifiziert. Dieses Phänomen bezeichnet er als „fatale Identifizierung“. Aus diesem Grund benötige es eine Kritik Trumps, die die emotionalen Aspekte und die Rolle der Selbstdarstellung Trumps hervorhebt und untersucht. So sei Trump nicht trotz, sondern gerade wegen seines stark auf Emotionalität und Ablehnung der bestehenden Konventionen des politischen Apparates fokussierten Auftretens so erfolgreich.
Nach dem zweiten Wahlsieg Trumps und seiner Zusammenarbeit mit Elon Musk, insbesondere im Department of Government Efficiency kritisierte Mühlhoff das digitale Eindringen in und die Übernahme von Teilen der Verwaltungsinfrastruktur durch Musk als faschistische Machtübernahme. In den Angriffen auf den amerikanischen Verwaltungsapparat zeige sich so eine „persönliche Gewaltbereitschaft“, ein Anstreben der „Zerstörung des Rechtsstaats“ sowie eine „gewiefte Indienstnahme von neuester Technologie als Machtinstrument“, die zusammengenommen die aktuelle Bewegung als faschistisch charakterisieren. Faschismus sei nicht durch seine politischen Inhalte, sondern durch die destruktive Übernahme des politischen Apparates gekennzeichnet. Während die Nutzung neuer Technologien in herkömmlichen Faschismustheorien im Gegensatz zur Übernahme staatlicher Infrastruktur kein klassisches Merkmal des Faschismus darstellt, sieht Mühlhoff diesen Aspekt als ebenfalls in historischen Formen des Faschismus präsent. Er stützt diese These durch Bezug auf Edwin Black's Buch IBM und der Holocaust.
Im Handeln von Trump und Musk sieht Mühlhoff eine dreischrittige Machtübernahme, wobei im ersten Schritt ein Eindringen in den Verwaltungsapparat und das Einsetzen Vertrauter in strategischen Positionen stehe. Auf diesen Schritt folge dann die Verwertung und Verlinkung dieser Daten, bevor diese in einem dritten Schritt auf Arten und Weisen verwendet werden, die zuvor nicht möglich gewesen seien, unter anderem zur automatisierten Entlassung zahlreicher Regierungsangestellter. Mit Blick auf die Zukunft äußert Mülhoff im Bezug auf diese Verwendung der Daten Bedenken, dass  KI-gestützte Prädiktive Analytik dazu beitragen könne und dies bereits derzeit tue, marginalisierte Menschen anhand vorhergesagter Eigenschaften und Verhaltensweisen zu kategorisieren und gezielt ungleich zu behandeln, wobei diese Maßnahmen laut Mühlhoff von Sozialer Sortierung bis hin zu gezielter Ermordung reichen könne. Ermöglicht werde diese neue Form des Faschismus durch ein „Zusammenspiel von politischem Regime und Tech-Industrie“.

## Auszeichnungen
- 2022: Hans Mühlenhoff-Preis für gute Lehre der Universität Osnabrück[20]

## Publikationen

### Bücher
- Künstliche Intelligenz und der neue Faschismus. Philipp Reclam jun. Verlag, Ditzingen 2025, ISBN 978-3-15-014666-8.
- Die Macht der Daten. Warum Künstliche Intelligenz eine Frage der Ethik ist. V&R unipress Universitätsverlag, Osnabrück 2023, doi:10.14220/9783737015523.
- mit Anja Breljak und Jan Slaby (als Hrsg.): Affekt Macht Netz. Auf dem Weg zu einer Sozialtheorie der digitalen Gesellschaft. transcript, Bielefeld 2019, ISBN 978-3-8376-4439-5.
- Immersive Macht. Affekttheorie nach Foucault und Spinoza. Campus, Frankfurt am Main 2018, ISBN 978-3-593-50834-4.

### Artikel (Auswahl)
- Predictive Privacy: Collective Data Protection in the Context of AI and Big Data. In: Big Data & Society, 2023, doi:10.1177/20539517231166886, S. 1–14.
- mit Theresa Willem: Social Media Advertising for Clinical Studies: Ethical and Data Protection Implications of Online Targeting. In: Big Data & Society, 2023, doi:10.1177/20539517231156127, S. 1–15.
- mit Hannah Ruschemeier: Predictive Analytics und DSGVO: Ethische und rechtliche Implikationen. In: Telemedicus – Recht der Informationsgesellschaft, Tagungsband zur Sommerkonferenz, 2022, S. 38–67.
- Prädiktive Privatheit: Kollektiver Datenschutz im Kontext von Big Data und KI. In: Künstliche Intelligenz, Demokratie und Privatheit, 2022, doi:10.5771/9783748913344-31, S. 31–58.
- Predictive Privacy: Towards an Applied Ethics of Data Analytics. In: Ethics and Information Technology 23 (2021), doi:10.1007/s10676-021-09606-x, S. 675–690.
- Automatisierte Ungleichheit: Ethik der Künstlichen Intelligenz in der biopolitische Wende des Digitalen Kapitalismus. In: Deutsche Zeitschrift für Philosophie. 68 (2020), doi:10.1515/dzph-2020-0059, S. 867–890.
- Human-Aided Artificial Intelligence: Or, How to Run Large Computations in Human Brains? In: New Media & Society. 22 (2020), S. 1868–84. doi:10.1177/1461444819885334.
- Menschengestützte Künstliche Intelligenz. Über die soziotechnischen Voraussetzungen von Deep Learning. In: ZfM – Zeitschrift für Medienwissenschaft 21(2) (2019), S. 56–64. doi:10.25969/mediarep/12633.
- Digitale Entmündigung und ‚User Experience Design‘. In: Leviathan – Berliner Zeitschrift für Sozialwissenschaft. 46 (2018), doi:10.5771/0340-0425-2018-4-551, S. 551–74.